# Verzorgingsplaats Zaandam
Verzorgingsplaats Zaandam is een Nederlandse verzorgingsplaats, gelegen aan de A8 Amsterdam-Uitgeest tussen afrit 1 en knooppunt Zaandam nabij Zaandam in de gemeente Oostzaan.
De verzorgingsplaats dankt haar naam aan de gelijknamige stad die in 1974 is opgegaan in de gemeente Zaanstad.
Bij de verzorgingsplaats ligt een tankstation van BP. Er is geen horeca aanwezig.
Aan de andere kant van de weg ligt verzorgingsplaats De Watering.
Richting Uitgeest:
Zaandam
Richting Amsterdam:
De Watering